# Newcastle-Bolgart Jernbane
Newcastle–Bolgart Jernbane blev den anden etape af Clackline–Miling jernbane, der blev åbnet den 6 December 1909 af Western Australias Premierminister Newton Moore. Strækningen strakte sig mellem Newcastle (nu Toodyay) og Bolgart i Vest-Australien. På et møde den 6. November 1906 truede Timothy Quinlan, daværende formand for  Western Australias parlament, med at træde tilbage fra regeringen og slutte sig til oppositionen. På mødet blev det foreslået, at Quinlan skule mødes med Moore og få et definitivt svar på, om han ville beholde linjen på den foreslåede tidsplan for jernbaner.

## Historie
Spørgsmålet om en linje mellem Newcastle og Bolgart blev første gang rejst i 1897. En række regeringer lovede bygningen af en linje, begyndende med regeringen under James, igen under Rason regeringen. Labor regeringen undersøgte efterfølgende, og dette blev fulgt op med at Moore Regeringen udbød kontrakter på byggeriet. Linjen fra Clackline var ikke en økonomisk succes, men man mente at åbne denne strækning vil forbedre dens fremtidigen økonomi.
Den 20. oktober 1908 blev udbuddet vundet af  Barry & McLaughlin, som de lavestbydende på £25,744 2s. 4d. Med tillæg af udgifter til skinne og spir endte de samlede omkostninger på £48,000, som var £2.000 over det oprindelige skøn for omkostningerde da lovforslaget til byggeriet blev fremlagt i parlamentet; en betydelig del af prisen, var omkostningerne forbundet med byggeri af broer.
Byggeriet påbegyndes officielt 4. December 1908, hvor guvernøren af Western Australia Frederik Bedford tog det første spadestik i jorden ved en ceremoni i nærheden af Newcastle. Guvernøren bemærkede, at dette var første gang han havde arbejdet på byggeriet af en jernbane. Som et minde om den anledning blev Guvernøren præsenteret med en lille skovl, der havde et sandeltræ håndtag og et guld skovlblad.
Banen blev åbnet den 6. December 1909; den 10 December 1909 blev en steppebrand startet af gløder fra et tog på den linje. Det forårsagede store skader på trods af bestræbelserne, fra omtrent 300 frivillige, at bekæmpe branden. Endnu en brand der brød ud den 11. December 1909, ødelagde 250 hektar hvede, der ejedes af Quinlan.

## References
1. ↑  "NEWCASTLE-BOLGART RAILWAY". The Daily News. Perth: National Library of Australia. 3. december 1909. s. 4. Hentet 8. februar 2014.
2. ↑  "THE NEWCASTLE-BOLGART RAILWAY". The West Australian. Perth: National Library of Australia. 6. november 1906. s. 6. Hentet 8. februar 2014.
3. ↑  Brockman, Frederick Slade; Pether, H. J; Western Australia. Royal Commission on the Agricultural Industries of Western Australia. Progress report of the Royal Commission on the Agricultural Industries of Western Australia on the wheat-growing portion of the south-west division of the State, together with minutes of evidence, indices, and appendices (1917), Map shewing the wheat growing areas of the State of Western Australia with Brockman's Line of rainfall as its Northerly & Easterly boundaries, Surveyor General's Dept.?, hentet 11. februar 2014{{citation}}:  CS1-vedligeholdelse: Flere navne: authors list (link)
4. 1 2  "NEWCASTLE-BOLGART RAILWAY". Western Mail. Perth: National Library of Australia. 5. december 1908. s. 14. Hentet 9. februar 2014.
5. ↑  "RAILWAY CONSTRUCTION". Kalgoorlie Western Argus. WA: National Library of Australia. 27. oktober 1908. s. 27. Hentet 9. februar 2014.
6. ↑  "NEWS AND NOTES". The West Australian. Perth: National Library of Australia. 30. oktober 1908. s. 4. Hentet 9. februar 2014.
7. ↑  "BUSH FIRE NEAR NEWCASTLE". Kalgoorlie Miner. WA: National Library of Australia. 10. december 1909. s. 9. Hentet 9. februar 2014.